# Лунд (комуна)
Комуна Лунд (швед. Lunds kommun) — адміністративно-територіальна одиниця місцевого самоврядування, що розташована в лені Сконе у південній Швеції.
Лунд 202-а за величиною території комуна Швеції. Адміністративний центр комуни — місто Лунд.

## Населення
Населення становить 112 676 чоловік (станом на вересень 2012 року).
| Кількість населення комуни Лунд за 1970-2010 роки | Кількість населення комуни Лунд за 1970-2010 роки | Кількість населення комуни Лунд за 1970-2010 роки | Кількість населення комуни Лунд за 1970-2010 роки | Кількість населення комуни Лунд за 1970-2010 роки |
| ------------------------------------------------- | ------------------------------------------------- | ------------------------------------------------- | ------------------------------------------------- | ------------------------------------------------- |
| Рік                                               |                                                   |                                                   | Населення                                         |                                                   |
| 1970                                              | 1970                                              |                                                   | 69 073                                            | 69 073                                            |
| 1975                                              | 1975                                              |                                                   | 76 284                                            | 76 284                                            |
| 1980                                              | 1980                                              |                                                   | 78 487                                            | 78 487                                            |
| 1985                                              | 1985                                              |                                                   | 82 015                                            | 82 015                                            |
| 1990                                              | 1990                                              |                                                   | 87 681                                            | 87 681                                            |
| 1995                                              | 1995                                              |                                                   | 96 557                                            | 96 557                                            |
| 2000                                              | 2000                                              |                                                   | 98 948                                            | 98 948                                            |
| 2005                                              | 2005                                              |                                                   | 102 257                                           | 102 257                                           |
| 2010                                              | 2010                                              |                                                   | 110 488                                           | 110 488                                           |
| Джерело: SCB                                      |                                                   |                                                   |                                                   |                                                   |

## Населені пункти
Комуні підпорядковано 9 міських поселень (tätort) та низка сільських, більші з яких:
- Лунд (Lund)
- Седра-Сандбю (Södra Sandby)
- Дальбю (Dalby)
- Веберед (Veberöd)
- Ґенарп (Genarp)
- Стонґбю (Stångby)
- Ідала (Idala)

## Міста побратими
Комуна підтримує побратимські контакти з такими муніципалітетами:
- Комуна Гамар, Норвегія
- Порвоо, Фінляндія
- Віборг, Данія
- Далвік, Ісландія
- Забже, Польща
- Грайфсвальд, Німеччина
- Невер, Франція

## Галерея

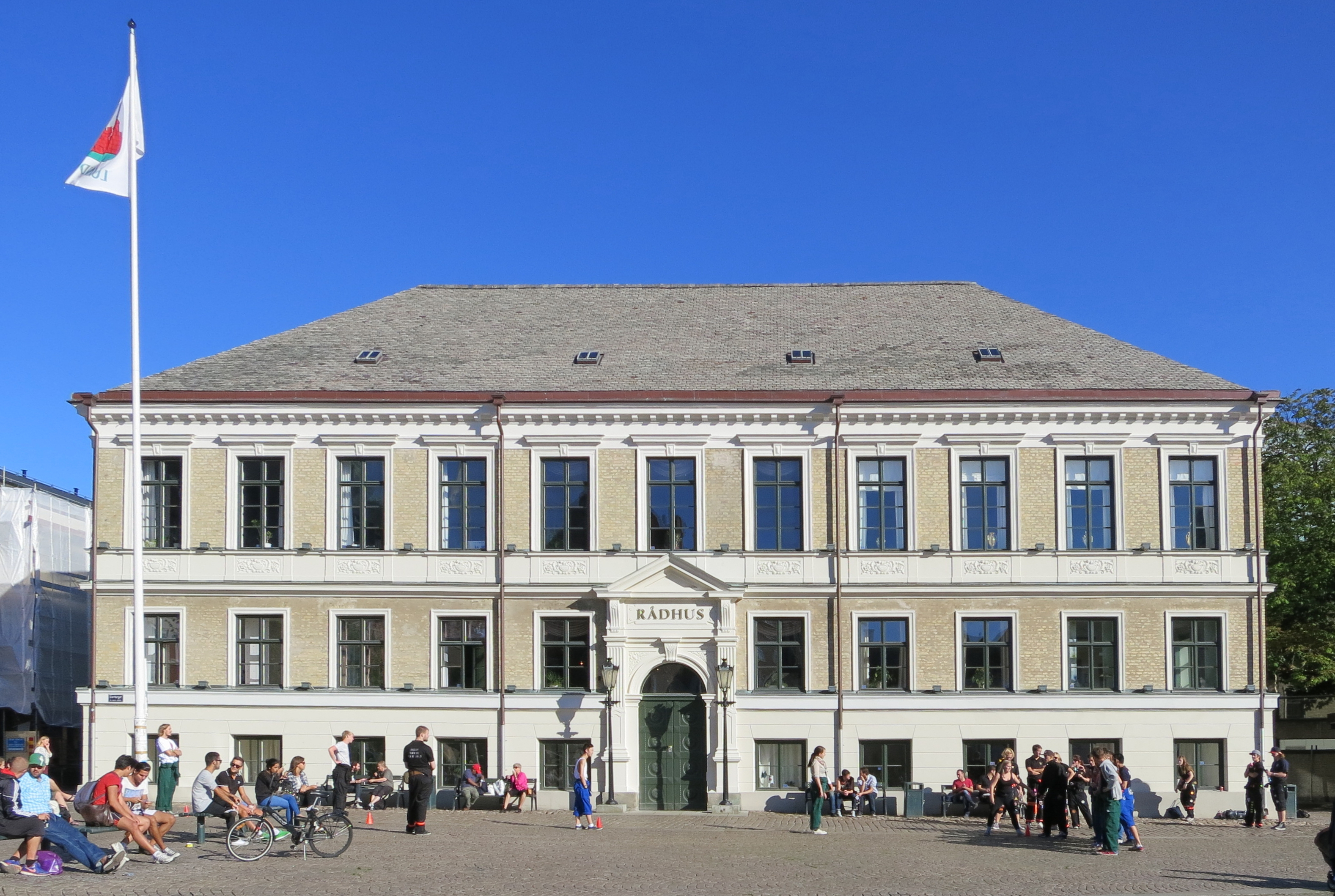
Ратуша (Лунд)
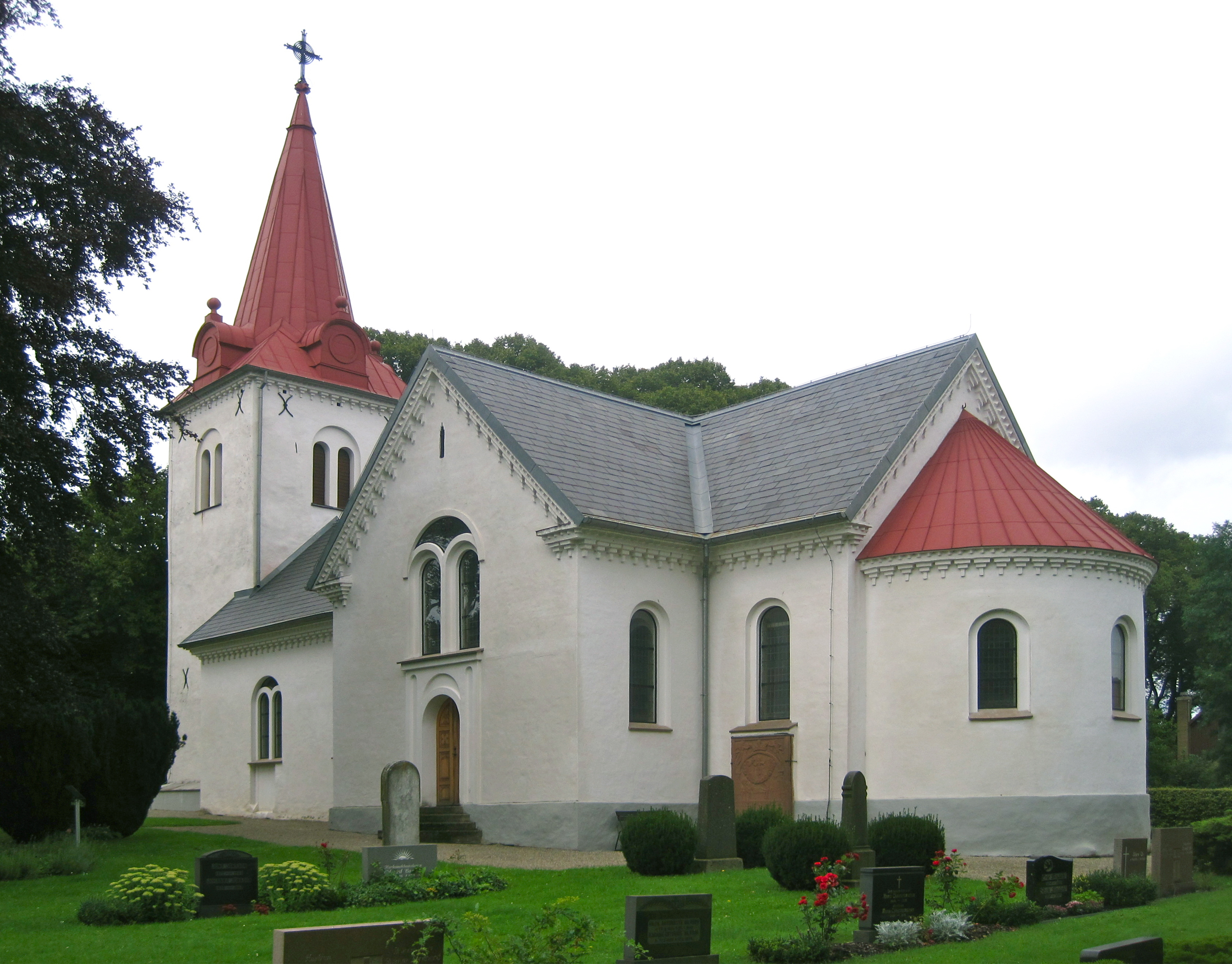
Церква (Гостад)
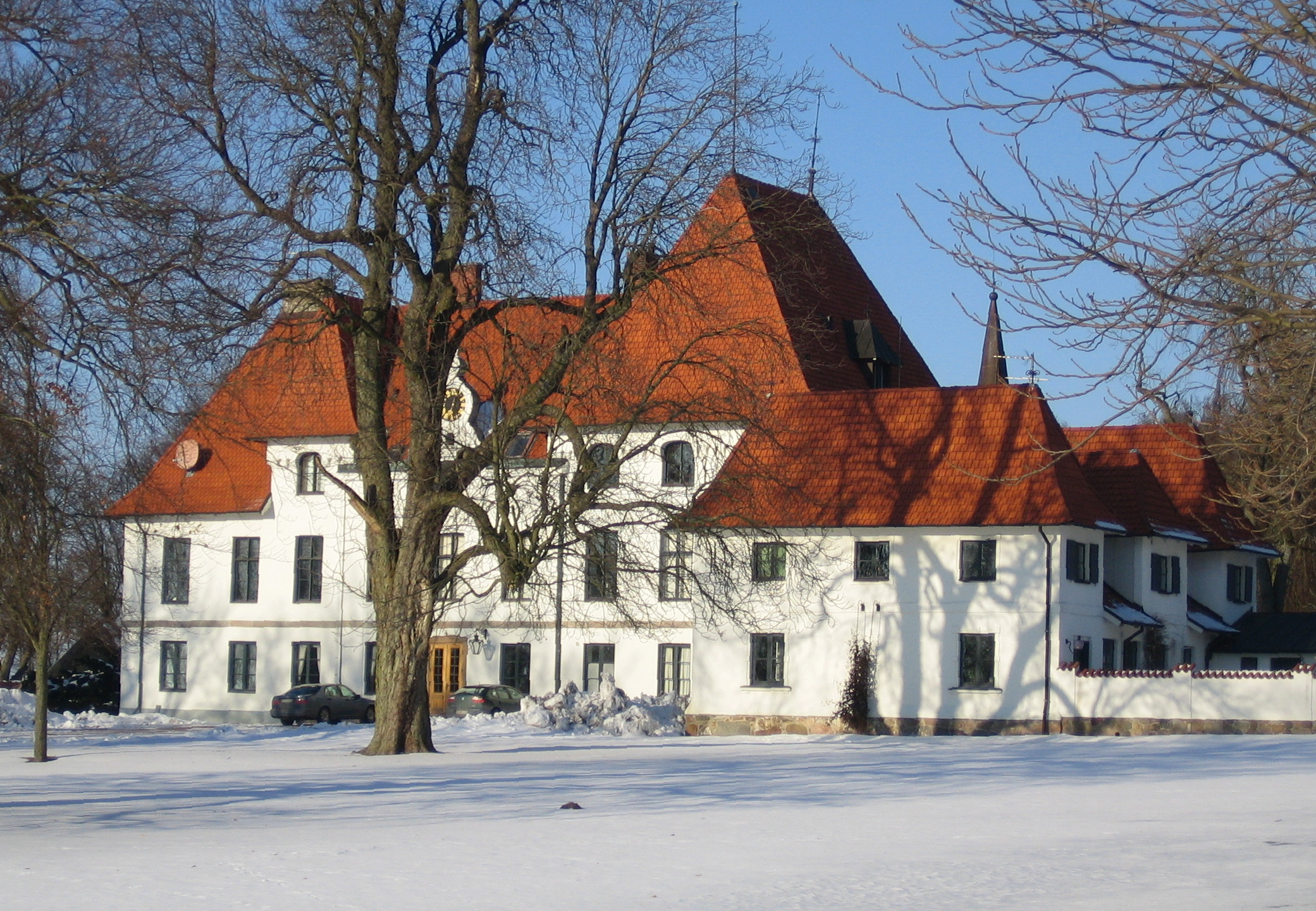
Замок Бйорнсторп
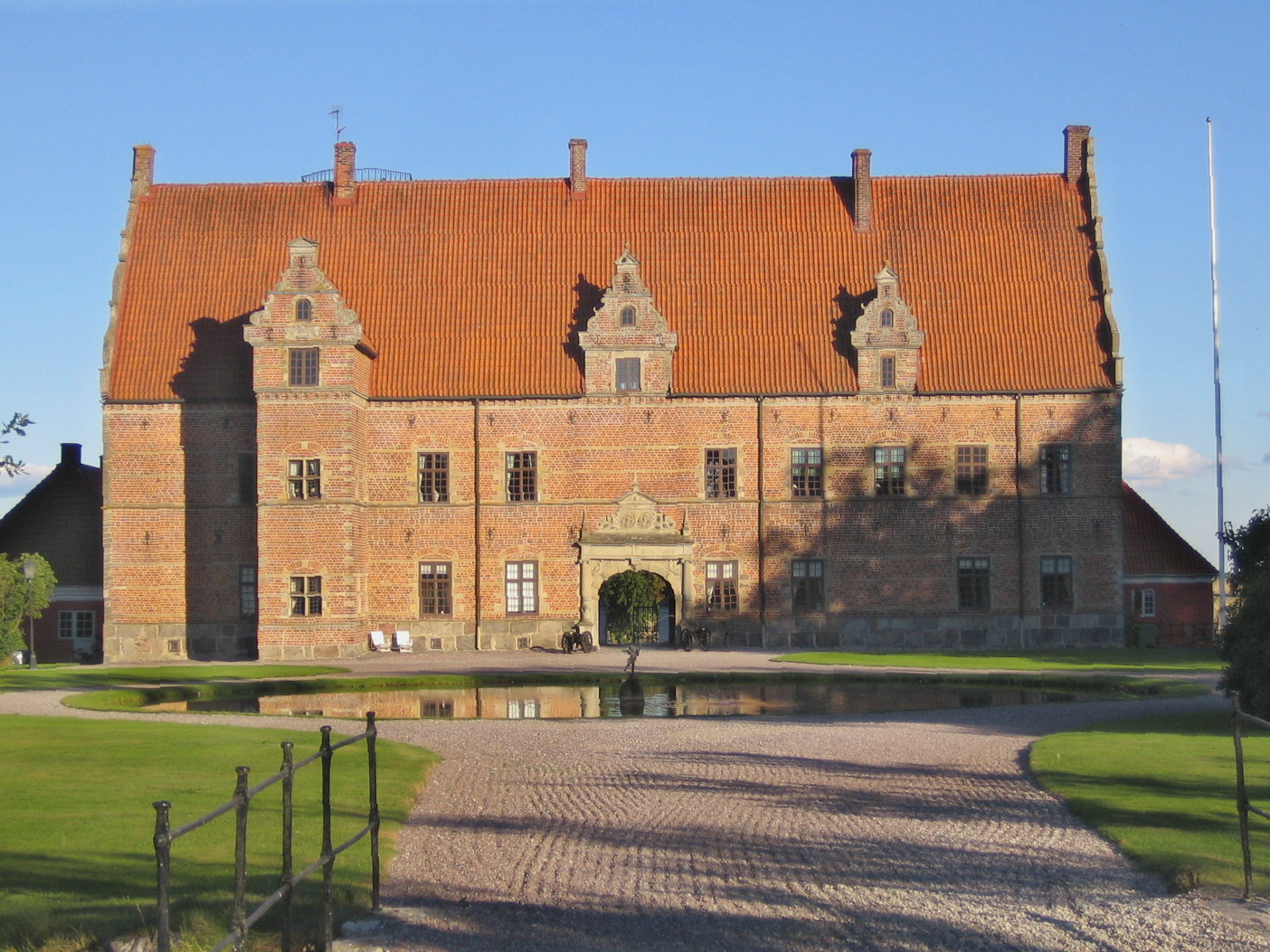
Замок Свенсторп